# Janet Devlin
Janet Maureen Aoife Ní Devlin (Gortin, 12 novembre 1994) è una cantante britannica, nota per la sua partecipazione all'ottava edizione di The X Factor.

## Biografia
Janet è la più giovane di quattro figli di Aquinas e Pat Devlin: Jason, Gavin and Aaron. Precedentemente alla sua partecipazione ad X Factor, ha vissuto con la sua famiglia nella sua città natale, Gortin, nell'Irlanda del Nord. Ha avuto poche esperienze musicali se non per essersi esibita in talent show e pub locali e ha aperto un canale Youtube con un elevato numero di iscritti da tutto il mondo nel quale caricava cover.

## Carriera

### 2011-2013:The X Factor,Hide & SeekeNothing Lost
Nel 2011, Janet Devlin, si presenta alle audizioni della ottava edizione del format originale inglese The X Factor ed esibendosi con una sua versione di Your Song di Elton John riscuote quattro "sì" e passa il turno. Successivamente, dopo aver superato le precedenti fasi, riesce a diventare uno dei concorrenti dei Live Show e a posizionarsi quinta.
Nel 2012 firma un contratto con l'etichetta discografica RKA Records di Duncan Bannatyne del gruppo Dragons' Den.
Partecipa al The X Factor Live Tour insieme a concorrenti della sua stessa edizione.
Nel 2013 pubblica il singolo Wonderful, il primo e unico estratto dall'album in studio Hide & Seek, uscito in esclusiva limitata PledgeMusic nello stesso anno.
Successivamente, esce il suo EP Nothing Lost, contenente tre brani inediti e la cover di Your Song.

### 2014-2016:Running With Scissors,Duvet DazeeDecember Daze
Nel corso del 2014 pubblica i singoli House of Cards e Creatures of the Night, entrambi estratti dal suo secondo album in studio dello stesso anno, Running With Scissors.
Nel 2015 esce il terzo e ultimo singolo estratto dall'album, Whisky Lullabies.
In seguito pubblica due EP: Duvet Daze e December Daze, il primo contenente esclusivamente cover e il secondo brani inediti a tema natalizio.
Collabora con il DJ Gareth Emery nel brano-remake Lost (2016).

### 2019-presente:Confessional
Dopo l'uscita di alcuni singoli, nel giugno 2020 pubblica l'album Confessional.

## Discografia

### Album
- 2013 - Hide & Seek
- 2014 - Running With Scissors
- 2020 - Confessional
- 2024 - Emotional Rodeo

### EP
- 2013 - Nothing Lost
- 2015 - Duvet Daze
- 2015 - December Daze
- 2016 - Little Lights
- 2021 - It's Not That Deep

### Singoli
- 2013 - Wonderful
- 2014 - House of Cards
- 2014 - Creatures of the Night
- 2015 - Whisky Lullabies
- 2016 - Whisky Lullabies
- 2016 - Outernet Song
- 2018 - I Lied to You
- 2019 - Confessional
- 2019 - Saint of the Sinners
- 2021 - Honest Men
- 2021 - Your Song
- 2024 - Emotional Rodeo
- 2024 - Country Singer
- 2024 - Daddy
- 2024 - Red Flag